# Jennifer Pritzker
Jennifer Natalya Pritzker (nacido James Nicholas Pritzker; 13 de agosto de 1950) es una inversionista, filántropa y miembro de la familia Pritzker. Pritzker se retiró como teniente coronel de la Guardia Nacional del Ejército de Illinois (ILARNG) en 2001, y luego fue nombrada coronel honoraria de Illinois. Fundadora de la Fundación Tawani en 1995, Tawani Enterprises en 1996 y la Biblioteca Militar Pritzker en 2003. Pritzker se ha dedicado a las aplicaciones de la riqueza heredada y acumulada, ha hecho importantes donaciones para ampliar la comprensión y el apoyo a los "ciudadanos soldados" o militares de reserva.
En agosto de 2013, Pritzker emitió una declaración a los empleados de Tawani Enterprises y la Biblioteca Militar Pritzker indicando el cambio de "J. N." a "Jennifer Natalya" para reflejar su condición de mujer transgénero, convirtiéndola en la primera y única multimillonaria abiertamente transgénero.

## Primeros años
Nacida James Nicholas Pritzker hija de Robert Pritzker y Audrey (de soltera Gilbert) Pritzker en Chicago, Illinois. Creció como miembro de la familia judía Pritzker, nieta del patriarca de la familia A. N. Pritzker. Tiene dos hermanos, Linda Pritzker (n. 1953) y Karen Pritzker Vlock (n. 1958). Sus padres se divorciaron en 1979; tiene dos medios hermanos, Matthew Pritzker y Liesel Pritzker Simmons, del nuevo matrimonio de su padre, Robert, con Irene Dryburgh en 1980. Su madre también se volvió a casar con Albert B. Ratner en 1981.

## Carrera militar
Pritzker dice que sus experiencias más memorables en la vida fueron en Israel en octubre de 1973, cuando fue testigo de los acontecimientos de la guerra de Yom Kipur. Pritzker se alistó en el Ejército de los EE. UU. el 8 de febrero de 1974 y sirvió con la Tropa del cuartel general y con la Tropa B, 1.° Escuadrón, 17.° Regimiento de Caballería, 82.ª División Aerotransportada con base en Fort Bragg, Carolina del Norte, ascendiendo al rango de sargento. Los roles de Pritzker incluían empleado de repuestos de aviación, fusilera y líder del equipo de bomberos.
Después de completar el servicio militar en febrero de 1977, Pritzker se matriculó en la Universidad Loyola Chicago, con especialización en historia, y entró en el programa del Cuerpo de Entrenamiento de Oficiales de la Reserva del Ejército. Pritzker se graduó de la licenciatura en Historia en mayo de 1979 y como oficial del ejército ese mismo mes.
Pritzker sirvió por primera vez con el 1.er Batallón, 503.er Regimiento de Infantería, 101.ª División Aerotransportada con base en Fort Campbell, Kentucky, con asignaciones de servicio que incluían pelotones líderes de rifles y TOW, y algún tiempo en la División de Comandantes y la Escuela Antiblindaje. Pritzker se desempeñó como oficial de estado mayor con el VII Cuerpo en Kelley Barracks,[cita requerida] en Alemania, de 1984 a 1985. Su servicio activo terminó en 1985. Después de 16 años en las Reservas del Ejército y la Guardia Nacional del Ejército de Illinois, Pritzker se retiró de la Guardia Nacional del Ejército como teniente coronel, en 2001. Después de jubilarse, Pritzker fue nombrada coronel honoraria de Illinois. 
Pritzker obtuvo insignias de Israel, Rusia, Canadá, los Países Bajos y Gran Bretaña, así como de Polonia; según Steven Mrozek, "El más memorable de estos fue un salto en paracaídas en el Polo Norte con los rusos en 1993".

## Negocios
Pritzker ha fundado y trabajado en varias organizaciones empresariales y filantrópicas. En 1996, se incorporó a Tawani Enterprises, donde se desempeñó como presidenta y directora ejecutiva, una entidad comercial con el objetivo declarado de ser una "compañía de administración de patrimonio privado, establecida para administrar la riqueza personal, las misiones filantrópicas y los intereses militares..." Los intereses de la compañía incluyen participaciones significativas de bienes raíces en Chicago. En 1995, Pritzker creó la Fundación Tawani, y en 2003, fundó la Biblioteca Militar Pritzker, ambas dedicadas a la comprensión y el apoyo del "ciudadano soldado". Además, Pritzker se desempeña como presidenta de la junta directiva de la firma de capital privado Squadron Capital LLC, con sede en Connecticut, en la que ha sido identificada como inversionista principal. Finalmente, Pritzker se ha desempeñado como Directora de Proyectos Especiales para el Foro de Estrategia Nacional, como presidenta de la junta directiva y copropietaria de National Security Ltd. (1988–1995),
En 2016, Jennifer Pritzker recibió el Premio del Centro Bonham del Centro Mark S. Bonham para Estudios de Diversidad Sexual de la Universidad de Toronto, por sus contribuciones al avance y la educación sobre cuestiones relacionadas con la identificación sexual.

### Empresas familiares
El padre de Jennifer Pritzker, Robert, y los hermanos de Robert, Jay y Donald, construyeron y diversificaron su empresa familiar con sede en Chicago, Marmon Group, en una sociedad de cartera de más de 60 corporaciones industriales diversas; también crearon la cadena de hoteles Hyatt en 1957 y fueron propietarios de Braniff Airlines entre 1983 y 1988. Posteriormente, la familia comenzó a deshacerse de muchos de estos activos. 
En 2006, la familia vendió Conwood, una empresa de tabaco sin humo, por 3,500 millones de dólares a la empresa de cigarrillos Reynolds American Inc. En 2007, la familia vendió una participación del 60% y el control de Grupo Marmon a Berkshire Hathaway por $ 4,500 millones de dólares, una venta que se completó en 2013. En 2010, la familia vendió su participación mayoritaria en Transunion, compañía de informes crediticios con sede en Chicago, a la firma de capital privado, Madison Dearborn Partners, por un monto no revelado. Como miembro de la familia Pritzker, Jennifer Prizker ha heredado y acumulado una riqueza estimada en 1.700 millones de dólares.

### Filantropía
Pritzker creó la Fundación Tawani en 1995, cuyo objetivo es "aumentar la conciencia y la comprensión de la importancia del ciudadano soldado; preservar sitios únicos de importancia para la historia estadounidense y militar; fomentar proyectos de salud y bienestar para mejorar la calidad de vida; y para honrar el servicio del personal militar; pasado, presente y futuro". En 2003, la Fundación Tawani hizo una donación de 1,35 millones de dólares al Palm Center de la Universidad de California, Santa Bárbara, para estudiar la viabilidad de que las personas transgénero sirvieran en el ejército y en las filas de los departamentos de policía y bomberos.
En 2013, la Fundación donó $ 25 millones a la Universidad de Norwich, en Northfield, Vermont, la escuela a la que se le atribuye el desarrollo y establecimiento del primer programa del Cuerpo de Entrenamiento de Oficiales de Reserva (ROTC) en el país. En 2016, a través de su Fundación, Pritzker hizo una donación de 2 millones de dólares para crear la primera cátedra académica de estudios transgénero del mundo, en la Universidad de Victoria en la Columbia Británica; Aaron Devor fue elegido como presidente inaugural.

#### Causas políticas
Pritzker es una republicana de toda la vida, y una importante donadora a candidatos y organizaciones como la NRA, John McCain y Mitt Romney. Sin embargo, a partir de 2019 revaluó su apoyo, citando la prohibición militar transgénero de la Administración de Donald Trump y otras políticas anti-LGBTQ: "Cuando el Partido Republicano me pida que entregue contribuciones de seis o siete cifras para las elecciones de 2020, mi primera respuesta será: ¿Por qué debo contribuir a mi propia destrucción?”.
En agosto de 2020, Pritzker donó 2,000 dólares a la campaña presidencial de Joe Biden.
En octubre de 2020, Pritzker donó 100,000 dólares al Proyecto Lincoln, dirigido por estrategas republicanos, algunos de los cuales respaldaron a Joe Biden para evitar la reelección de Donald Trump.
Durante el tercer trimestre de 2020, Pritzker fue reconocida como miembro del Círculo del Presidente, lo que significa una contribución de $25,000 al Partido Libertario.

## Vida personal
Pritzker tiene una hija, Tal Hava Pritzker, de un primer matrimonio con Ayelet Pritzker; y dos hijos, Andrew y William, de su matrimonio con Lisa I. Goren, de quien se divorció en 2014.
El 16 de agosto de 2013, envió una declaración a los empleados de Tawani Enterprises y la Biblioteca Militar Pritzker, colocando a Pritzker como la primera multimillonaria transgénero del mundo; el anuncio decía:

As of August 16, 2013, J. N. Pritzker will undergo an official legal name change, will now be known as Jennifer Natalya Pritzker. This change will reflect the beliefs of her true identity that she has held privately and will now share publicly. Pritzker now identifies herself as a woman for all business and personal undertakings.

En español:
Siendo el 16 de agosto de 2013, J. N. Pritzker comienza el cambio de su nombre legal, ahora será conocida como Jennifer Natalya Pritzker. Este cambio refleja las creencias de su verdadera identidad que había mantenido privadas y ahora hace públicas. Pritzker ahora se identifica como mujer para cualquier asunto personal y de negocios.
El 31 de octubre de 2020, Jennifer N. Pritzker se casó con Erin E. Solaro.